# You Can’t Do That on Television
Вы не можете делать это на телевидении (англ. You Can't Do That on Television) — канадская развлекательная программа, впервые вышедшая в 1979 году на местном телевидении, и в 1981 — во всем мире. Участники шоу в основном дети и подростки комедийного жанра.
После окончания съемок в 1990, шоу повторно показывалось на канале Nickelodeon до 1994 года. Среди актеров, добившихся впоследствии мировой славы, Аланис Мориссетт и Клеа Скотт.